# Simon Fraser
Simon Thomas Fraser (Mapletown, 20 maggio 1776 – St. Andrews West, 18 agosto 1862) è stato un esploratore e commerciante di pelli britannico che mappò buona parte di quella che oggi è la provincia canadese della Columbia Britannica.
Fraser fu assunto dalla Compagnia del Nord-Ovest di Montréal. Nel 1805 era responsabile di tutte le operazioni della Compagnia ad ovest delle Montagne Rocciose. Era responsabile della costruzione in quell'area dei primi trading post e, nel 1808, esplorò quello che oggi viene chiamato fiume Fraser, cui diede il nome. Gli sforzi esplorativi di Simon Fraser furono in parte responsabili nella successiva definizione dei confini del Canada come 49º parallelo (dopo la guerra anglo-americana), dato che come britannico fu il primo europeo a fondare insediamenti permanenti nella zona. Secondo lo storico Alexander Begg, a Fraser "fu offerto un cavalierato ma lo rifiutò a causa della limitata ricchezza" Nel 1965 fu costruita un'università chiamata Simon Fraser University a Burnaby, in Columbia Britannica. Oggi l'università è composta da tre campus nella zona di Vancouver: Surrey, Vancouver e Burnaby.

## Gioventù

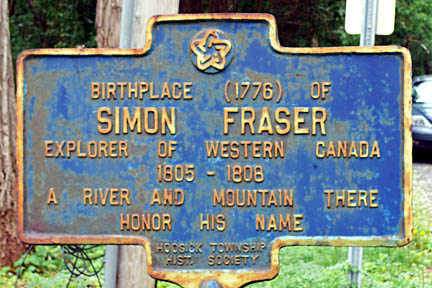
Questa targa storica si trova di fronte alla casa natale di Fraser. La casa è tuttora in piedi a Mapletown, New York, 800 metri a nord della NY Route 7 nella contea di Rensselaer.

Simon nacque il 20 maggio 1776 nel villaggio di Mapletown, Hoosick (New York). Fu l'ottavo ed ultimo figlio del capitano Simon Fraser (morto nel 1779) dell'84º reggimento di fanteria e di Isabella Grant, figlia del Laird di Daldregan. Il capitano Simon Fraser era il secondo figlio di William Fraser (morto nel 1755), VIII Laird di Guisachan e III Laird di Culbokie, e della moglie Catherine, figlia di John McDonell, IV Laird di Ardnabie. I Fraser di Guisachan e Culbokie discendevano da un giovane fratello del X Capo del clan Fraser di Lovat.
Il padre di Simon ginse con il proprio reggimento in America del Nord nel 1773 e morì i prigione dopo essere stato catturato nel corso della battaglia di Bennington. Dopo la fine della guerra la madre di Simon fu aiutata dal cognato, il capitano John Fraser, nominato Chief justice del distretto di Montréal, e andò ad abitare nei pressi dell'odierna Rouyn-Noranda.

## Commercio di pelli
Quando aveva 14 anni Fraser si trasferì a Montréal per proseguire gli studi, dove due zii erano inseriti nel commercio di pelli di cui il loro parente Simon McTavish ne era l'indiscusso leader. Nel 1790 divenne apprendista della Compagnia del Nord-Ovest.
Tra il 1792 ed il 1805 Fraser passò molto tempo a lavorare per il dipartimento di Athabasca della Compagnia. Si conosce poco delle sue attività in questo periodo, ma sembra che Fraser si sia comportato bene dato che divenne socio della Compagnia nel 1801 alla giovane età di 24 anni.

## Esplorazione ad ovest delle Montagne Rocciose
Nel 1789 la Compagnia del Nord-Ovest incaricò Alexander Mackenzie di trovare una rotta su un fiume navigabile fino all'oceano Pacifico. La rotta fu scoperta nel 1793, risalendo il fiume West Road e discendendo il Bella Coola, aprendo così nuove fonti di pelli, ma dimostrandosi troppo complicata per essere praticabile fino al Pacifico. Fraser ebbe quindi nel 1805 l'incarico di espandere le operazioni ad ovest delle Montagne Rocciose. Le spedizioni di Mackenzie erano state soprattutto viaggi esplorativi, mentre il compito di Fraser era quello di fondare trading post e di prendere possesso del paese, oltre a esplorare nuove rotte.

### Risalita del fiume Peace e creazione di trading post
Nell'autunno del 1803 Fraser iniziò la risalita del fiume Peace, fondando il trading post di Rocky Mountain Portage House (oggi Hudson's Hope) poco ad est del canyon del fiume Peace. Quell'inverno Fraser ed i suoi uomini attraversarono le montagne e risalirono i fiumi Parsnip e Pack, fondando Trout Lake Fort (poi rinominato in Fort McLeod) sulle rive del lago McLeod. Fu il primo insediamento europeo permanente ad ovest delle Montagne Rocciose nell'attuale Canada. Il nome dato da Fraser a questo territorio fu Nuova Caledonia, in onore della sua terra natale in Scozia. Ulteriori esplorazioni condotte dall'assistente di Fraser, James McDougall, portarono alla scoperta del lago Carrier, oggi noto come lago Stuart. Nel cuore del territorio abitato dai nativi Carrier o Dakelh, quest'area si dimostrò lucrativa per il commercio delle pelli, tanto che sulle sue coste fu fondato nel 1806 Fort St. James. Da qui Fraser inviò un altro assistente, John Stuart, ad ovest fino a lago Fraser. In seguito i due avrebbero costruito un nuovo trading post oggi noto come Fort Fraser.

### Ritardi e fondazione di Fort George (Prince George)
Fraser scoprì dai nativi che il fiume Fraser, la rotta lungo la quale Mackenzie aveva risalito il fiume West Road, poteva essere raggiunto scendendo il fiume Stuart, emissario del lago Stuart, per poi discendere il fiume Nechako fino alla confluenza con il Fraser. Il piano di Fraser era di navigare l'intero fiume che ogi porta il suo nome. Fraser ed altri ritenevano che si trattasse, in effetti, del Columbia, la cui foce era stata esplorata nel 1792 da Robert Gray.
Sfortunatamente l'idea di Fraser di partire nel 1806 dovette essere abbandonata a causa della mancanza di uomini e rifornimenti ed allo scoppio di una locale carestia. Fraser ricevette rifornimenti solo nell'autunno del 1807, il che significa che il viaggio sarebbe potuto partire solo nella primavera successiva. Nel frattempo Fraser si tenne impegnato con un viaggio alla confluenza tra Nechako e Fraser. Qui fondò un nuovo trading post chiamandolo Fort George (oggi nota come Prince George), che poi divenne il punto di partenza del suo viaggio.

### Discesa del fiume Fraser
Fin dall'inizio i nativi locali avvisarono Fraser che il fiume a valle era quasi impraticabile. Un gruppo di 23 uomini partì da Fort George su quattro canoe il 28 maggio 1808. Oltrepassarono il fiume West Road nel punto in cui Mackenzie aveva virato ad ovest, e il 1º giugno percorsero le rapide del Cottonwood Canyon in cui una canoa si arenò e dovette essere estratta con una fune. Si procurarono cavalli dagli indiani per permettere il trasporto, anche se il percorso a terra era poco più sicuro delle rapide. Superarono la foce del Chilcotin il 5 giugno ed imboccarono le rapide nel puntoni cui il fiume era chiuso da scogliere. Il giorno dopo il fiume si rivelò impraticabile. Le canoe ed i beni superflui furono nascosti e l'11 il gruppo ripartì a piedi, con ogni uomo che trasportava circa 36 kg di materiale. Il 14 raggiunsero un grande villaggio, forse nei pressi di Lillooet, dove poterono acquistare due canoe. Il 19 raggiunsero un villaggio alla foce del Thompson, e qui ottennero canoe per il resto del gruppo. Dopo altre rapide e tratti a piedi, e dopo aver perso una canoa e nessun uomo, raggiunsero North Bend dove dovettero nuovamente abbandonare le loro canoe. Utilizzarono un percorso indiano composto da pali inseriti nella parete della gola (forse nei pressi di Hells Gate). Il 28 lasciarono il Fraser Canyon vicino a Yale nel punto in cui il fiume diventava navigabile. Scortati da indiani amici e nutrendosi abbondantemente di salmoni, raggiunsero il mare il 2 luglio. Fraser raggiunse la latitudine di 49°. Sapendo che la foce del Columbia si trovava a 46°, fu chiaro che il fiume che avevano navigato non era il Columbia.
Fraser si dimostrò capace di stabilire relazioni amichevoli con le tribù che incontrò, chiedendo loro di avvisare le tribù a valle del loro imminente arrivo e delle loro buone intenzioni. La maggior parte delle volte si rivelò essere una tattica vincente, ma Fraser trovò un'accoglienza ostile da parte dei Musqueam quando giunse nei pressi dell'odierna Vancouver. L'inseguimento che misero in atto nei confronti di Fraser e dei suoi uomini permise loro solo di intravedere lo stretto di Georgia il 2 luglio 1808. Uno scontro con i vicini Kwantlen portò ad un inseguimento che fu abbandonato solo quando Fraser raggiunse l'attuale Hope.
Il ritorno a Fort George si dimostrò essere una prova ancora più difficile, a causa delle ostilità incontrate da Fraser alla foce del fiume ed a monte. I crescenti rischi portarono quasi ad un ammutinamento nel gruppo di Fraser. Dopo aver represso la rivolta, Fraser ed i suoi uomini proseguirono a nord da Yale fino a raggiungere Fort George il 6 agosto 1808. Il viaggio di ritorno durò 37 giorni. In tutto Fraser ed i suoi uomini impiegarono due mesi e mezzo per viaggiare da Fort George ai Musqueam e fare ritorno.

## Fraser e la battaglia di Seven Oaks
Fraser aveva 32 anni quando fondò un insediamento europeo permanente in Nuova Caledonia durante il viaggio epico che lo portò alla foce del fiume che porta il suo nome. Passò altri 11 anni a lavorare nel commercio delle pelli con la Compagnia del Nord-Ovest, prima di passare al dipartimento di Athabasca dove rimase fino al 1814. Per buona parte del tempo fu a capo del distretto del fiume Mackenzie. In seguito fu assegnato alla zona della Red River Valley, dove fu coinvolto nel conflitto tra Compagnia del Nord-Ovest e Thomas Douglas, Lord Selkirk, socio della Compagnia della Baia di Hudson che aveva fondato la colonia di Red River. Il conflitto culminò con la battaglia di Seven Oaks del giugno 1816, nella quale morirono il governatore della colonia Robert Semple ed altre 19 persone. Nonostante non sia stato coinvolto direttamente nell'attacco, Fraser fu uno dei soci arrestati da Lord Selkirk a Fort William. Fu portato a settembre a Montréal dove fu subito rilasciato su cauzione di buona condotta. Fraser tornò a Fort William nel 1817 quando la Compagnia del Nord-Ovest ne riprese il possesso, ma si trattò della sua ultima apparizione nel commercio delle pelli. L'anno seguente Fraser ed altri cinque uomini furono assolti da tutte le accuse legate all'incidente della colonia ormai scioltasi.

## Vecchiaia
Fraser si trasferì in una terra nei pressi dell'attuale Cornwall e sposò Catherine McDonnell il 2 giugno 1820. Passò il resto della vita seguendo diverse imprese, nessuna delle quali ebbe particolare successo. Fu capitano del 1º reggimento della Stormont Militia nel corso delle Ribellioni del 1837. Secondo lo storico Alexander Begg, a Fraser "fu offerto un cavalierato ma rifiutò il titolo a causa della sua limitata ricchezza".
Ebbe nove figli, uno dei quali morto da infante. Fraser era uno degli ultimi soci sopravvissuti della Compagnia del Nord-Ovest quando morì il 18 agosto 1862. La moglie morì il giorno dopo ed i due furono sepolti in una sola tomba nel cimitero cattolico di St. Andrew's West. Begg cita Sandford Fleming che in una conferenza presso la Royal Society of Canada del 1889 disse che Fraser era morto povero.
Un racconto delle esplorazioni di Fraser si trova nel suo diario pubblicato: W. Kaye Lamb, The Letters and Journals of Simon Fraser, 1806-1808. Toronto, The MacMillan Company of Canada Limited, 1960.

## Comunità della Columbia Britannica fondate da Fraser
- Hudson's Hope (Rocky Mountain Portage)- (1805)
- McLeod Lake (Fort McLeod) - (1805)
- Fort St. James - (1806)
- Fort Fraser - (1806)
- Fort George (Prince George) - (1807)

## Luoghi, istituzioni ed altro che prendono il nome da Fraser

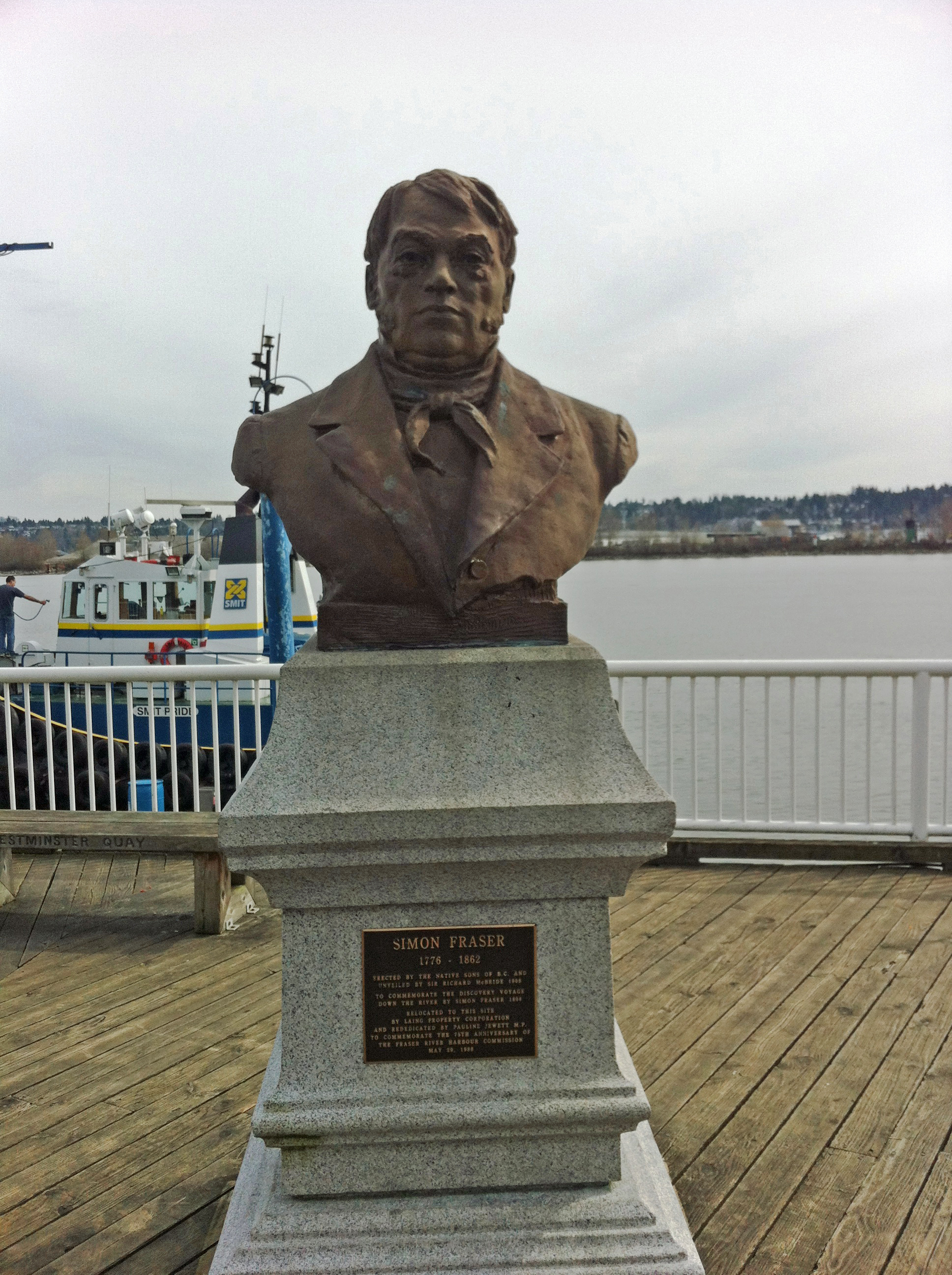
Busto di Fraser situato lungo il fiume che ne porta il nome, a New Westminster

- Fiume Fraser (fiume), cui fu dato il nome dall'esploratore David Thompson.
- Lago Fraser, lago nella Columbia Britannica centro-settentrionale e comunità sulla riva occidentale del lago.
- Fort Fraser, poco ad est del lago Fraser.
- Simon Fraser University, a Burnaby, Columbia Britannica
- Simon Fraser Bridge a Prince George sul fiume Fraser lungo la Highway 97.
- Numerose scuole, quartieri e strade
- Rosa Simon Fraser (serie degli esploratori) sviluppata dalla Agriculture and Agri-Food Canada.[5]
- Squadrone Fraser, Royal Military College of Canada